# Stadionul Ștefan Dobay
Stadionul Ștefan Dobay este un stadion multifuncțional din Dumbrăvița, județul Timiș, România. Actualmente, este folosit de clubul de fotbal care evoluează în Liga a II-a, CSC Dumbrăvița.  În anul 2024 a fost modernizat prin adăugarea a două tribune noi. Tribuna oficială este acoperită și dispune de 92 de locuri rezervat oficialităților și presei. Are o capacitate maximă de 600 de locuri.
Din 2018, stadionul poartă numele unei legende a fotbalului românesc, Ștefan Dobay, care s-a născut în Dumbrăvița.